# Thiên thần và ác quỷ (phim)
Thiên thần & Ác quỷ (Angels & Demons) là phim điện ảnh giật gân ly kỳ của Mỹ năm 2009, dựa theo cuốn tiểu thuyết cùng tên của nhà văn Dan Brown. Là phần tiếp theo của Mật mã Da Vinci, mặc dù tiểu thuyết Thiên thần và Ác quỷ được phát hành trước Mật mã Da Vinci. Bộ phim được quay tại các địa điểm Roma, Ý, và Xưởng phim Sony tại thành phố Culver, California. Tom Hanks một lần nữa vào vai Robert Langdon, nhân vật chính của bộ phim. Đạo diễn phim Ron Howard, nhà sản xuất Brian Grazer, nhà soạn nhạc Hans Zimmer và biên kịch Akiva Goldsman cũng tiếp tục tham gia sản xuất.

## Cốt truyện
Dưới sự giám sát của Silvano Bentivoglio và Tiến sĩ Vittoria Vetra, Tổ chức Nghiên cứu Nguyên tử châu Âu (CERN) đã đề xướng việc sử dụng máy gia tốc hạt lớn để tạo ra ba mẫu phản vật chất lớn hơn bất kì mẫu nào được phát hiện trước đó. Ngay sau đó, Silvano bị phát hiện đã chết, và một trong ba mẫu phản vật chất đã biến mất.
Sau cái chết của Giáo hoàng Piô XVI (theo nội dung là một nhân vật hư cấu) ở Roma, Thành phố Vatican chuẩn bị cho Mật nghị Hồng y để chọn ra vị giáo hoàng tiếp theo. Giáo chủ thị thần Patrick McKenna tạm thời tiếp quản Vatican, đến khi những tín hữu Công giáo kéo vào Quảng trường Thánh Phêrô chờ đợi một cuộc bỏ phiếu thành công. Tuy nhiên, trước khi mật nghị diễn ra, Illuminati (Hội Khai sáng) đã bắt cóc bốn hồng y ứng viên có khả năng được bầu nhiều nhất (gọi là preferiti). Họ đe dọa sẽ giết một người trong mỗi tiếng đồng hồ, và vào đúng nửa đêm sẽ hủy diệt cả Thành Vatican. Một chiếc máy ghi hình bị mất cắp cho thấy chiếc lọ đựng phản vật chất. Phản vật chất này sẽ tạo ra một vụ nổ thảm khốc khi chiếc lọ hết pin, từ trường bên trong chiếc lọ bị vô hiệu hóa, và phản vật chất va chạm với thành lọ.
Vatican cho mời nhà ký tượng học Robert Langdon từ Đại học Harvard và Vittoria Vetra từ CERN để giúp họ làm sáng tỏ lời đe dọa của Illuminati, cứu bốn vị preferiti, và thay thế pin cho chiếc lọ chứa phản vật chất. Langdon lắng nghe những lời nói của Illuminati và suy luận rằng, bốn hồng y đó là bốn trụ cột sẽ bị giết tại bốn đền thờ của Con đường của Sự khai sáng. Tuy nhiên, không ai biết chính xác vị trí của bốn đền thờ đó.
Vetra yêu cầu gửi nhật ký của Silvano từ Thụy Sĩ, mong rằng nó cho cô biết tên của người mà Silvano đã thảo luận về phản vật chất. Langdon cũng yêu cầu được truy cập vào Văn khố Mật Vatican để xem bản gốc Cuốn sách cấm của Galileo Galilei. Dùng những gợi ý trong sách này, Langdon, Vetra, Thanh tra trưởng Ernesto Olivetti, và Trung úy Valenti của Hiến binh Quân đoàn Vatican chạy đua đến nhà thờ đầu tiên (Nhà nguyện Chigi bên trong nhà thờ chính Santa Maria del Popolo) để tìm người người đầu tiên, Hồng y Ebner đã chết vì bị bóp nghẹt thở trong đất và trên lưng ông bị đóng ấn chữ Đất (Earth).
Họ xác định được vị trí của ngôi đền thứ hai (Quảng trường Thánh Phêrô) và đến đó, nhưng cũng chỉ có thể chứng kiến cái chết của người thứ hai là Hồng y Lamassé, phổi của ông bị đâm thủng và trên người ông in lên chữ Không khí (Air). Khi Vetra vẫn đang xem nhật ký của Silvano, Langdon và các sĩ quan Vatican đã xác định được vị trí nhà thờ thứ ba (Santa Maria della Vittoria) và cố gắng cứu người thứ ba là Hồng y Guidera khỏi bị chết trong lửa. Nhưng kẻ sát nhân xuất hiện và giết tất cả mọi người, chỉ trừ Langdon. Hồng y đã chết trong đám lửa, trên người ông là chữ Lửa (Fire).
Khi thoát ra được, Langdon thuyết phục hai cảnh sát thuộc cảnh sát quốc gia Ý đi cùng với ông đến nhà thờ cuối cùng của Nước, tuy nhiên sau đó kẻ sát nhân cũng đã giết hai người này. Dưới sự quan sát của Langdon, từ trên chiếc xe tải nhỏ, tên sát nhân đã buộc thêm vật nặng vào người thứ tư là Hồng y Baggia rồi thả ông chìm xuống Đài phun nước Bốn dòng sông. Và lần này, với sự giúp đỡ của những người dân, Langdon đã cứu được hồng y này và biết được chỗ của tên sát nhân ở Lâu đài Thiên Thần (Sant'Angelo). Cảnh sát quốc gia Ý, Hiến binh Vatican, và Cận vệ Thụy Sĩ tập hợp tại địa điểm đó để tìm kiếm chiếc lọ chứa phản vật chất. Họ tìm thấy chiếc xe tải mà kẻ giết người đã sử dụng, cùng với hai cảnh sát trong đó, và nơi đó là một ngõ cụt. Họ rời khỏi đó để tìm những nơi khác của tòa lâu đài, nhưng Langdon và Vetra ở lại để tìm thấy một ngõ đi bị che giấu đến Vatican. Khi vào sâu hơn, họ phát hiện một chiếc dấu có hình hai chiếc chìa khóa chéo nhau là biểu tượng của Giáo hoàng (Papal). Thấy rõ rằng chiếc dấu này sẽ dành cho Giáo chủ thị thần McKenna, họ cố gọi cho ông ta để cảnh báo ông, nhưng đã bị đe dọa bởi kẻ sát nhân, tuy nhiên người này không giết họ, bởi vì họ không có vũ khí và người này không được trả tiền để giết họ. Người này cũng nói rằng, những người đã giao kèo với ông ta là người của Giáo hội. Sau đó, kẻ sát nhân trốn thoát và tìm một chiếc xe, được báo rằng bên trong xe là tiền công của hắn, nhưng đã bị giết bởi một quả bom khi hắn khởi động máy.
Langdon và Vetra luận rằng, nạn nhân cuối cùng của câu chuyện sẽ là thị thần McKenna. Khi đến được Tòa Thánh bằng một lối đi bí mật, họ cùng với một vài Cận vệ Thụy Sĩ phá cửa vào văn phòng của ông và phát hiện ông đang nằm dưới sàn, trên ngực ông bị đóng con dấu Vatican còn chỉ huy Richter đang đứng gần đó với một khẩu súng trên tay. Các cận vệ ngay lập tức giết Richter để cứu thị thần McKenna. Trước lúc chết, chỉ huy Richter trao cho Langdon một chìa khóa để truy nhập vào máy tính của ông và thiết bị camera an ninh. Sau đó nhờ suy luận của Langdon rằng chiếc lọ đó nằm ở nghĩa địa Thánh Peter nên thị thần McKenna, Langdon, Vetra và Cận vệ Thụy Sĩ tìm thấy chiếc lọ bị đánh cắp. Khi họ tìm thấy nó, nguồn pin đã sắp hết (do nhiệt độ dưới nghĩa địa lạnh nên giảm thời gian của pin), vụ nổ khủng khiếp chỉ còn trong tích tắc. Thị thần McKenna liền chộp lấy chiếc lọ và dùng một máy bay trực thăng bay lên trên không trung. Đã được học lái trực thăng từ trước, ông điều khiển trực thăng lên cao, để khi quả bom phát nổ sẽ không làm tổn hại đến con người và Tòa Thánh. Sau đó, ông thoát khỏi máy bay bằng dù. Vài giây sau, quả bom phát nổ, thị thần McKenna đáp xuống và được mọi người xem như một vị anh hùng. Từ đây, các vị hồng y cử tri muốn đề cử thị thần McKenna làm Giáo hoàng tương lai.
Trong lúc đó, Langdon và Vetra sử dụng chìa khóa của Richter để xem một đoạn băng an ninh. Trong đoạn băng đó, kẻ chủ mưu đằng sau cái chết của Giáo hoàng Piô XVI, các preferiti và vụ trộm phản vật chất, thực ra chính là thị thần McKenna chứ không phải là hội Illuminati. Trong đoạn băng, khi Richter đang tìm cách bắt giữ McKenna thì ông đã tự đóng dấu lên người ông ta bằng con dấu giống như biểu tượng Thánh Phêrô bị đóng đinh lật ngược, và sau đó vu khống cho Richter rằng ông này là người của Illuminati. Langdon cho các vị hồng y cử tri xem đoạn băng. Khi màn kịch của McKenna bị bại lộ, người này đã tự thiêu bên trong Vương cung thánh đường Thánh Phêrô.
Sau đó, Tòa Thánh Vatican thông báo rằng thị thần McKenna đã chết do nội chấn thương khi đáp xuống mặt đất, trong khi một phóng viên tin tức thường thuật rằng dân chúng đang đòi tuyên thánh cho ông. Hồng y đoàn đã bầu chọn hồng y Baggia làm Giáo hoàng mới (ông chọn tông hiệu là Luca, có bản phim phụ đề là Luke), và hồng y Strauss làm Hồng y thị thần. Tân Hồng y thị thần cảm ơn Robert Langdon vì đã cứu Vatican cùng Giáo hoàng, và như một dấu hiệu của lòng biết ơn, ông cho Langdon mượn bản gốc "Diagramma Veritas" của Galileo Galilei để phục vụ nghiên cứu, với điều kiện là trong di chúc, Langdon bảo đảm rằng tài liệu này sẽ trở về lại Vatican. Hồng y Baggia (bây giờ là Giáo hoàng Luca đệ nhất) bước ra ban công trước sự chào mừng của đám đông ở Quảng trường Thánh Phêrô.

## Diễn viên
- Tom Hanks vào vai Robert Langdon, giáo sư môn ký tượng học của trường Đại học Harvard.
- Ewan McGregor trong vai Giáo chủ thị thần Patrick McKenna (trong sách là Carlo Ventresca).
- Ayelet Zurer trong vai Vittoria Vetra, một nhà khoa học từ CERN, thí nghiệm phản vật chất của cô đã bị đánh cắp bởi Illuminati và được sử dụng như một quả bom.
- Stellan Skarsgård trong vai Chỉ huy Maximilian Richter, chỉ huy của đội Cận vệ Thụy Sĩ.
- Pierfrancesco Favino trong vai Thanh tra Ernesto Olivetti của Quân đoàn Hiến binh Vatican.
- Nikolaj Lie Kaas trong vai kẻ sát nhân.
- David Pasquesi trong vai Claudio Vincenzi, một sĩ quan cảnh sát Vatican, đến Mỹ để mời Langdon về Rome.
- Armin Mueller-Stahl trong vai Giáo chủ Strauss (trong sách là Mortati).
- Thure Lindhardt trong vai Trung sĩ Chartrand, sĩ quan của đội Cận vệ Thụy Sĩ.
- Elya Baskin trong vai Giáo chủ Petrov, một thành viên cấp cao của Mật nghị Hồng y.

## Sản xuất

### Phát triển
Năm 2003, Sony giành được bản quyền xây dựng phim Thiên thần và ác quỷ cùng với Mật mã Da Vinci trong một hợp đồng với tác giả Dan Brown. Tháng 5 năm 2006, sau khi phát hành bộ phim Mật mã Da Vinci, Sony thuê nhà biên kịch Akiva Goldsman, người đã viết kịch bản cho Mật mã Da Vinci dựa theo cuốn truyện cùng tên, để tiếp tục viết kịch bản cho Thiên thần và Ác quỷ. Phim bắt đầu quay vào tháng 2 năm 2008, để phát hành vào tháng 12, nhưng vì cuộc đình công của Hiệp hội Nhà văn Mỹ 2007-2008, ngày phát hành đã được dời lại 15 tháng 5 năm 2009. David Koepp đã viết lại kịch bản trước khi bắt đầu bấm máy.
Đạo diễn Ron Howard đã quyết định rằng Thiên thần và ác quỷ sẽ là phần sau của Mật mã Da Vinci, bởi vì nhiều người đã đọc cuốn tiểu thuyết này sau khi đọc Mật mã Da Vinci. Ông thích ý tưởng rằng Langdon đã trải qua một cuộc phiêu lưu trước đó, và trở thành một nhân vật tự tin hơn. Howard cũng tự nhiên hơn trong lần này, khi dựng phim dựa trên câu chuyện trong Thiên thần và ác quỷ, vì tiểu thuyết này ít được biết đến hơn là Mật mã Da Vinci. Nhà sản xuất Brian Grazer nói rằng họ đã phải tỏ vẻ rất tôn kính khi làm phim dựa trên Mật mã Da Vinci, và điều này gây ra một chút dài lê thê và hơi kệch cỡm. Lần này, "Langdon không dừng lại và nói. Ông ấy nói khi đang hành động." Howard bày tỏ "rất nhiều, những sự đan xen giữa hiện đại và cổ xưa, công nghệ với niềm tin, bởi vậy, những đề tài, những ý tưởng này trở nên hiện thực hơn. Sắc điệu trong hai câu chuyện trở nên khác nhau hoàn toàn."

### Những sự thay đổi giữa tiểu thuyết và kịch bản phim
Có nhiều sự việc khác nhau trong phim so với trong tiểu thuyết, phần lớn nằm ở phần đầu và phần cuối phim. Trong phim, Langdon được liên hệ bởiVatican để làm sáng tỏ lời đe dọa, trong khi trong truyện là CERN. Các nhà làm phim đã cắt bớt một phần trong câu chuyện xảy ra tại CERN, biến nó thành một đoạn giới thiệu ngắn, và Langdon cũng không đến CERN. Tương tự, cách chế tạo phản vật chất cũng được thay đổi, theo gợi ý của chính các nhà khoa học tại CERN. Theo các nhà khoa học này, cônng nghệ dùng chế tạo phản vật chất trong tiểu thuyết của Dan Brown đã được sử dụng hai tỉ năm trước để tạo ra lượng phản vật chất cần thiếu. Trong phim, máy gia tốc hạt lớn (chạy lần đầu tiên ngày 10 tháng 9 năm 2008, vẫn chưa ra đời khi Dan Brown viết sách này) đã được sử dụng để tạo ra phản vật chất.
Nhân vật của McGregor được thay đổi quốc tịch từ Ý sang Bắc Ireland, cho thích hợp với diễn viên người Scotland. Trong tiểu thuyết, Mật nghị Hồng y thu hút rất ít chú ý của công chúng. Chưa hết, quan hệ giữa Giáo chủ thị thần với Giáo hoàng đã được thay đổi từ cha - con ruột thành cha - con nuôi. Những đoạn lời nói của Giáo chủ thị thần cũng được cắt bớt. Trong tiểu thuyết thì Giáo chủ thị thần đã tự thiêu mình ngay trước đám đông. Biểu tượng Illuminati thứ năm là một hình thoi, gồm cả bốn biểu tượng của bốn nguyên tố, tuy nhiên trong phim nó là hai chiếc chìa khóa bắt chéo nhau.

### Âm nhạc
Hans Zimmer trở lại và tiếp tục biên soạn âm nhạc cho Thiên thần và Ác quỷ. Ông chọn bài "Chevaliers de Sangreal" trong phần cuối của Mật mã Da Vinci làm nhạc nền chính thức trong phần này.. Các bài nhạc đã được phát hành vào ngày 12 tháng 5 năm 2009. Trong đĩa nhạc, thứ tự các bài như sau:
| #  | Tên                        | Thời lượng | Cảnh phim/Ghi chú |
| -- | -------------------------- | ---------- | --- |
| 1  | "160 BPM"                  | 6:42       | Một bản nhạc nhịp độ nhanh (160 nhịp một phút, như tên bài nhạc), được viết trong nhịp bất thường 7/8; biểu diễn bởi nhiều dàn hợp xướng, trống đập và nhiều lớp nhạc của dàn giao hưởng. Bài nhạc được trình diễn trong những cảnh tại Nhà nguyện Chigi, hay đền thờ Đất, và cũng được sử dụng trong phần credit. |
| 2  | "God Particle"             | 5:20       | Độc tấu vi-ô-lông do Joshua Bell trình bày mở đầu đã dẫn dắt người nghe đến một bản hợp xướng mạnh, đặt tên theo một loại vật chất gần như không có thật, một nguyên tố nền tảng của cơ học lượng tử. Được trình diễn vào đầu bộ phim, và cảnh phim trong khi chế tạo phản vật chất.                               |
| 3  | "Air"                      | 9:08       | Một bản nhạc dài, dồn dập, xuất hiện trong bộ phim vào những cảnh tại Quảng trường Thánh Phêrô, chính xác khi Giáo chủ thứ hai bị đóng dấu "Air". Tuy nhiên phần thứ nhất được trình diễn vào lúc Mật nghị khóa cửa, và phần giữa được trình diễn khi Langdon và Vetra phát hiện Giáo chủ thị thần tự thiêu cháy.  |
| 4  | "Fire"                     | 6:51       | Một bản nhạc mạnh, dồn dập, biểu diễn trong những cảnh phim ở Santa Maria della Vittoria, hay ngôi đền Lửa. |
| 5  | "Black Smoke"              | 5:45       | Biểu diễn trong những cảnh tại Castel del Angelo, mặc dù tên bài nhạc lấy thừ những đám khói đen của Nhà nguyện Sistine, khi các Hồng y không đạt được sự nhất trí. |
| 6  | "Science and Religion"     | 12:27      | Một bản nhạc dài, chứa nhiều xúc cảm, thể hiện bởi Bell, đàn organ và đội hợp xướng, biểu diễn trong nhiều cảnh phim, trước khi dâng lên đỉnh cao khi Giáo chủ thị thần bước lên chuyến bay cảm tử. Bài nhạc được đặt tên theo mối mâu thuẫn cốt lõi của bộ phim.                                                  |
| 7  | "Immolation"               | 3:38       | Bản nhạc chậm, nặng nhọc, biểu diễn khi Giáo chủ thị thần tự thiêu đốt chính mình. |
| 8  | "Election By Adoration"    | 2:12       | Bản nhạc trình bày bởi đàn organ và độc tấu vi-ô-lông, biểu diễn vào cuối bộ phim khi Giáo chủ Baggia được phong chức Giáo hoàng. |
| 9  | "503"                      | 2:14       | Khúc biến tấu của Chevaliers de Sangreal, từ bản nhạc chính thức trong phim Mật mã Da Vinci, trình bày bởi độc tấu vi-ô-lông, organ và dàn hợp xướng, và được phát trong đoạn credit cuối phim. Tên của bản nhạc được đặt theo mật mã số học đã chỉ ra ghi chép của Galileo.                                       |
| 10 | "H2O (Bản nhạc cộng thêm)" | 1:52       | Một bản nhạc ngắn, khúc biến tấu của các bản nhạc nền, trình diễn khi Langdon cứu giáo chủ Baggia khỏi chết đuối ở Đài phun nước bốn dong sông (như tên bài nhạc). |